# Rudolf Firkušný
Rudolf Firkušný (txec: Rudolf Firkušny‏)  (Napajedla, 11 de febrer de 1912 - Staatsburg, 19 de juliol de 1994) fou un pianista txec.
Firkušný va ser alumne de Leoš Janáček des de 1919 i va actuar a Praga als vuit anys, i als deu anys va tocar el Concert de la Coronació de Mozart amb la Filharmònica de Praga.

## Biografia
Després d'estudiar piano amb Růžena Kurzová al Conservatori de Brno fins a 1927, va estudiar composició amb Rudolf Karel i Josef Suk i piano amb Vilém Kurz al Conservatori de Praga de 1929 a 1931.
El 1931 va conèixer per primera vegada Bohuslav Martinů. La seva amistat amb aquest músic va continuar fins i tot després que va deixar la seva terra natal el 1939 després de la invasió alemanya de Txecoslovàquia. Va viure molts anys a França (París, Aix-en-Provence, Marsella) i als EUA. L'any 1948 va tornar a deixar Txecoslovàquia i es va traslladar als EUA. El 1971 va viure a Lucerna i va ensenyar a Viera Janárčeková. Als Estats Units va treballar al Berkshire Music Center de Tanglewood i va ser professora de la Juilliard School.
Després de més de 40 anys d'exili, va tornar a la seva terra natal per primera vegada l'any 1990 amb una gira i va actuar al Festival de Primavera de Praga.
A més del repertori clàssic-romàntic, Rudolf Firkušný també va defensar els compositors del segle XX i va ser solista en nombroses estrenes mundials de Martinů, Gian Carlo Menotti, Samuel Barber, Alberto Ginastera i Howard Hanson. També va ser considerat un intèrpret distingit de Janáček, les obres completes del qual va gravar diverses vegades per a piano. Entre altres coses, per això i per l'enregistrament d'obres de Bohuslav Martinů va ser nominat en total set vegades al premi Grammy.
El Rudolf Firkušný Piano Festival, fundat el 2013, porta el seu nom.